# Richard Witschge
Richard Peter Witschge, född 20 september 1969 i Amsterdam, Nederländerna, är en nederländsk före detta fotbollsspelare.
Han är yngre bror till Rob Witschge.